# Infiniti QX60
Infiniti QX60 — семиместный кроссовер, разработанный подразделением престижных машин японского автопроизводителя Nissan — Infiniti. Представлен в апреле 2012 года в США, как модель 2013 модельного года. Компания объявила о появлении нового автомобиля в апреле 2011 года, одновременно раскрыв его имя. Позже Infiniti рассказали о двигателях новинки, а также о том, где будет показан готовый кроссовер. Концептуальная версия дебютировала в 2011 году на Pebble Beach Concours d'Elegance, а серийная модель была представлена на Автосалоне в Лос-Анджелесе-2011. Автомобиль базируется на удлиненной платформе Nissan D, JX также первый полноразмерный кроссовер Infiniti с тремя рядами сидений. В 2012 году Nissan объявили, что среднеразмерный внедорожник Nissan Pathfinder будет на той же платформе, что и JX 2013 модельного года.
В 2012 году компания объявила о скорых продажах в России. Российская версия была показана в 2012 году на Московском автосалоне. Цены в России варьируются от 3 млн рублей. Продажи начались в апреле 2013 года в 4 комплектациях — Elegance, Premium, Elite и Hi-Tech.
В 2013 году автомобиль, как и другие автомобили компании, был переименован и получил новое название QX60 взамен старого JX.

## Рестайлинг

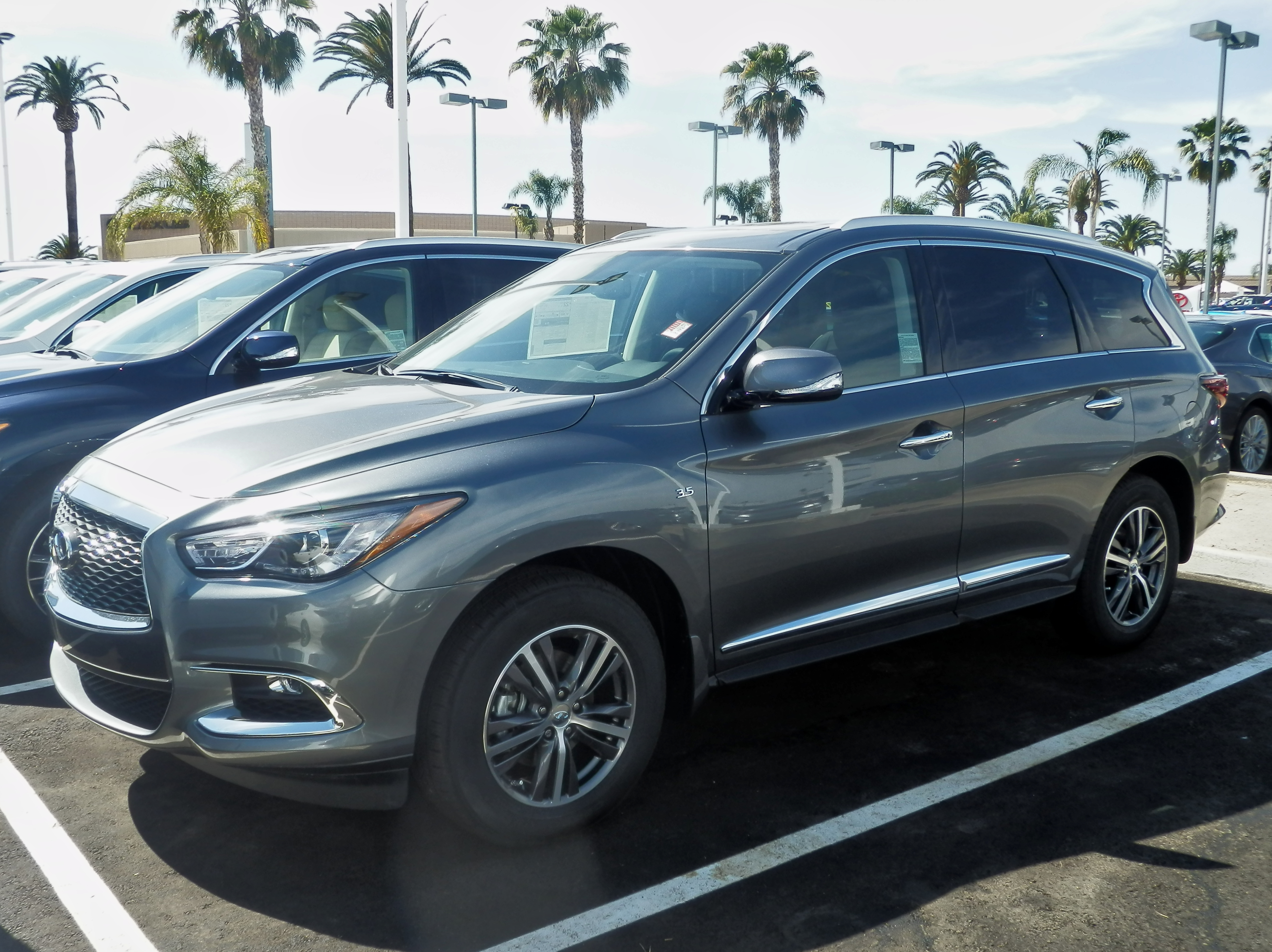
Рестайлинговый QX60

Рестайлинг автомобиля произошёл в 2016 году, когда была изменена решётка радиатора, появились новые колёса и два новых оттенка для кузова. Интерьер практически не изменился. Прежний двигатель стал мощнее (мощность увеличена до 299 л. с.). Рестайлинг был призван в том числе для доработки недостатков в подвеске и безопасности (появилась система Safety Shield).

## Безопасность
Автомобиль тестировался NHTSA в 2015 и 2016 году, однако получил одинаковые результаты:
| Краш-тест NHTSA:                     | Краш-тест NHTSA:                                                         |
| 2016 модельный год                   |                                                                          |
| ------------------------------------ | ------------------------------------------------------------------------ |
| Общий рейтинг:                       | 5 из 5 звёзд · 5 из 5 звёзд · 5 из 5 звёзд · 5 из 5 звёзд · 5 из 5 звёзд |
| Водитель:                            | 4 из 5 звёзд · 4 из 5 звёзд · 4 из 5 звёзд · 4 из 5 звёзд · 4 из 5 звёзд |
| Передний пассажир:                   | 4 из 5 звёзд · 4 из 5 звёзд · 4 из 5 звёзд · 4 из 5 звёзд · 4 из 5 звёзд |
| Боковой удар по водителю:            | 5 из 5 звёзд · 5 из 5 звёзд · 5 из 5 звёзд · 5 из 5 звёзд · 5 из 5 звёзд |
| Боковой удар по пассажиру:           | 5 из 5 звёзд · 5 из 5 звёзд · 5 из 5 звёзд · 5 из 5 звёзд · 5 из 5 звёзд |
| Боковое столкновение со столбом:     | 5 из 5 звёзд · 5 из 5 звёзд · 5 из 5 звёзд · 5 из 5 звёзд · 5 из 5 звёзд |
| Сопротивление к опрокидыванию (RWD): | (17,9%)                                                                  |

Страховой институт дорожной безопасности также испытал автомобиль в 2015 году:
| IIHS                                                        | IIHS |
| ----------------------------------------------------------- | ---- |
| Фронтальный удар с 25%-м перекрытием — водительская сторона | G    |
| Фронтальный удар с 25%-м перекрытием — пассажирская сторона | A    |
| Фронтальный удар с 40%-м перекрытием                        | G    |
| Боковой удар                                                | G    |
| Прочность крыши                                             | G    |
| Подголовники и сиденья                                      | G    |
| Протестированная модель: Infiniti QX60 (2014)               |      |

## Продажи в России
| Год  | Продано Infiniti QX60, шт. |
| ---- | -------------------------- |
| 2014 | 1802                       |
| 2015 | 589                        |
| 2016 | 423                        |
| 2017 | 524                        |
| 2018 | 1183                       |
| 2019 | 848                        |
| 2020 | 259                        |